# Броварец, Владимир Тимофеевич
Владимир Тимофеевич Броварец (февраль 1923, Мрин, Черниговская губерния — октябрь 1943, Киев) — лейтенант Рабоче-крестьянской Красной армии, участник Великой Отечественной войны, Герой Советского Союза (1943).

## Биография
Родился в феврале 1923 года в селе Мрин (ныне — Носовский район Черниговской области Украины).
В 1941 году окончил среднюю школу. В сентябре 1942 года был призван на службу в Рабоче-крестьянскую Красную Армию. В январе 1943 года окончил курсы младших лейтенантов и был направлен на фронт Великой Отечественной войны. Участвовал в боях на Донском и Центральном фронтах. К августу 1943 года лейтенант Владимир Броварец командовал стрелковым взводом 248-й курсантской стрелковой бригады 60-й армии Центрального фронта. Отличился во время Курской битвы и битвы за Днепр.
26 августа 1943 года в районе села Романово современного Хомутовского района Курской области Броварец первым повёл своих бойцов на штурм вражеских укреплений. Во время боя в траншее он лично уничтожил 5 солдат противника. В районе села Хомутовка немецкие войска предприняли попытку остановить наступление советских подразделений. Вместе с небольшой группой бойцов Броварец подполз к немецкому доту и уничтожил его двумя гранатами, что позволило выбить противника из Хомутовки. В районе села Попова Слобода в бою Броварец лично уничтожил 7 солдат противника. 25 сентября взвод Броварца вышел к Днепру в районе села Толокунь Вышгородского района Киевской области Украинской ССР и приступил к его форсированию. Захватив плацдарм на западном берегу Днепра, взвод удержал его, что обеспечило успешную переправу советских подразделений. В октябре 1943 года Броварец погиб во время боёв за Киев.
Указом Президиума Верховного Совета СССР от 17 октября 1943 года за «мужество и героизм, проявленные при форсировании Днепра и удержании плацдарма на его правом берегу» лейтенант Владимир Броварец посмертно был удостоен высокого звание Героя Советского Союза. Также был награждён орденом Ленина. В честь Броварца названа улица в его родном селе.